# Andrea Eskau
Andrea Eskau (* 21. März 1971 in Apolda) ist eine deutsche Handbikesportlerin. Sie startet zurzeit für den USC Magdeburg. Zusätzlich startet sie im Winter auch im Biathlon und im Skilanglauf.

## Werdegang
Die Diplompsychologin, die seit einem Fahrradunfall 1998 querschnittgelähmt ist, bestritt ihren ersten Wettkampf im Jahr 2002. Sie errang bisher 10 Weltmeistertitel und gewann seit 2003 jeweils mindestens einen Deutschen Meistertitel pro Jahr. Darüber hinaus siegte sie bei vielen Weltcuprennen und in zahlreichen City-Marathons. Beim Hamburg-Marathon 2011 stellte sie einen neuen Weltrekord im Handbikefahren mit 1:04:09 h auf und unterbot damit die alte Bestmarke der Niederländerin Monique van der Vorst um fast acht Minuten.
Bei den Sommer-Paralympics 2008 gewann Andrea Eskau im Straßenrennen der Handbikefahrer die Goldmedaille.

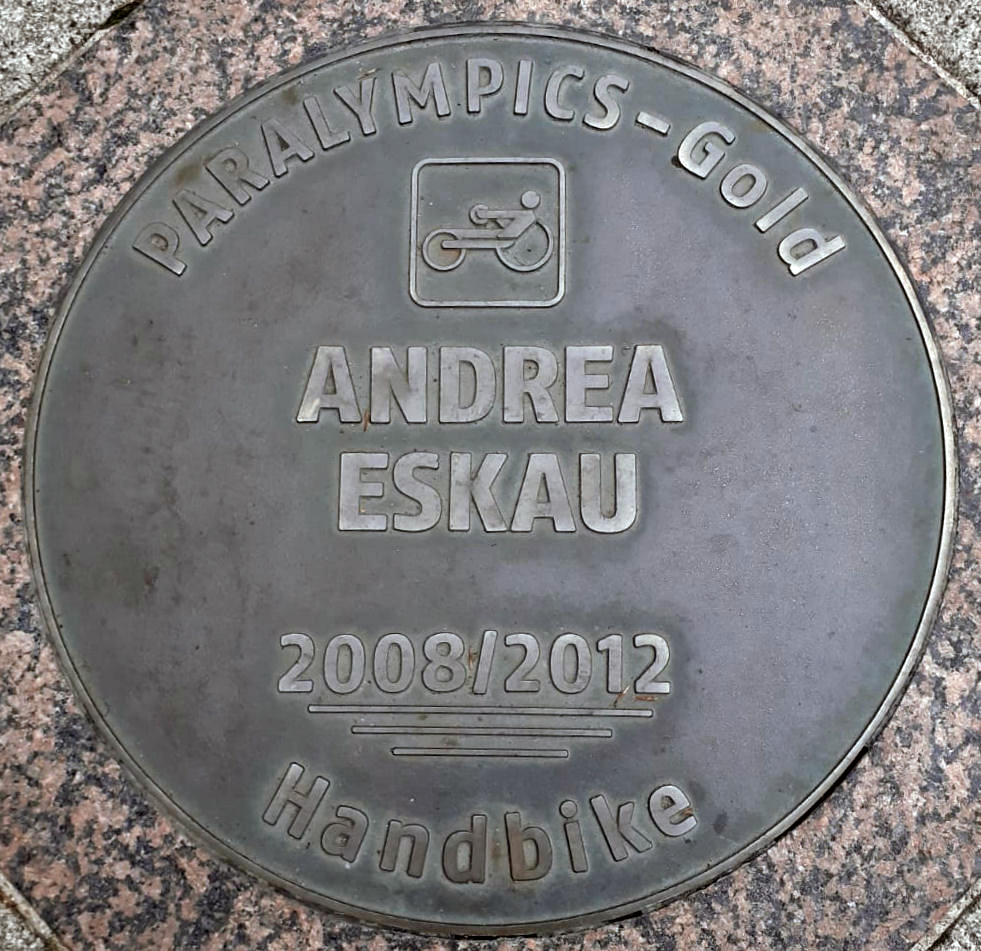
Sports Walk of Fame in Magdeburg

Nach nur wenigen Monaten Training startete sie bei den Winter-Paralympics 2010 in Vancouver in den Disziplinen Biathlon und Skilanglauf und errang dabei die Bronzemedaille auf der 10-km-Biathlon- und die Silbermedaille auf der 5-km-Langlaufstrecke.

Bei den Sommer-Paralympics 2012 in London konnte Andrea Eskau sowohl im Einzelzeitfahren als auch im Straßenrennen die Goldmedaille gewinnen.
Bei den Winter-Paralympics 2014 in Sotschi holte sie am 8. März ihre erste Goldmedaille bei Winter-Paralympics auf der 6-km-Biathlonstrecke. Vier Tage später holte sie ihre zweite Bronzemedaille bei Winter-Paralympics im 1 km Sprint, die ihr aber aberkannt wurde. Am letzten Tag der Winter-Paralympics gewann sie Gold im Skilanglauf über 5 km.
2016 errang Andrea Eskau bei den Paralympics in Rio de Janeiro im Radsport die Goldmedaille im Straßenrennen sowie die Silbermedaille im Einzelzeitfahren. Bei den UCI-Paracycling-Straßenweltmeisterschaften 2017 im südafrikanischen Pietermaritzburg errang sie Gold im Straßenrennen und im Einzelzeitfahren sowie Bronze in der Mixed-Staffel.
2018 wurde sie für die Winter-Paralympics in Pyeongchang nominiert und als Fahnenträgerin der deutschen Mannschaft ausgewählt. Im Skilanglaufwettbewerb über 12 km sitzend gewann sie am 11. März 2018 die Silbermedaille. Zwei Tage später gewann sie den Wettbewerb im Biathlon über 10 km und am letzten Wettkampftag der Biathleten über 12,5 km. Weitere Silbermedaillen gewann sie im Skilanglauf im Sprintwettbewerb über 1,1 Kilometer und über 5 km. Am Schlusstag der Spiele in Südkorea gewann sie mit Steffen Lehmker und Alexander Ehler in der Mixed-Staffel über 4 × 2,5 km noch eine Bronzemedaille. Mit zwei Gold-, drei Silbermedaillen und einer Bronzemedaille war sie die erfolgreichste deutsche Teilnehmerin der Paralympics 2018. Im selben Jahr errang sie bei den UCI-Paracycling-Straßenweltmeisterschaften 2018 Gold im Straßenrennen sowie Silber im Zeitfahren.
Bei den Nordischen Para-Skiweltmeisterschaften im kanadischen Prince George im Februar 2019 gewann Andrea Eskau in allen drei Biathlonwettbewerben die Bronzemedaille hinter den dominierenden US-Amerikanerinnen Oksana Masters und Kendall Gretsch. Im Langlauf erreichte sie über die Sprintdistanz ebenfalls den dritten und in den beiden anderen Wettbewerben den vierten Platz.
2021 wurde Andrea Eskau für die Teilnahme an den Sommer-Paralympics 2020 in Tokio nominiert. Im Einzelzeitfahren verpasste sie hier auf dem Fuji Speedway, einer ehemaligen Formel-1-Strecke in Oyama, eine Medaille. Nachdem sie im ersten Drittel der Strecke in Führung gelegen war, erreichte sie im Ziel den fünften Platz. Auch im Straßenrennen über 66 Kilometer am folgenden Tag blieb sie mit dem vierten Platz hinter ihren Erwartungen zurück.
Vom 6. bis 10. März 2024 fand in Prince George (Kanada) die Para-Biathlon-Weltmeisterschaft 2024 statt. Andrea Eskau gewann zusammen mit Anja Wicker Bronze im Teamsprint.